# 小杉理宇造
小杉理宇造（日语：／?，1947年11月10日—）是日本一名商人、音樂製作人。曾是微笑公司代表董事兼總裁、傑尼斯事務所顧問、 傑尼斯娛樂公司代表董事兼總裁。

## 人物簡歷
- 1947年，出生於日本東京都練馬區。家中六兄妹，排行第五，為第四子。

- 1966年3月，專修大學附屬高級中學（日语：専修大学附属高等学校）畢業。
  - 4月，專修大學入學。

- 與馬飼野康二等人組建樂隊，以“春城伸彦”為藝名在樂隊里擔任鼓手。樂隊與CBS/Sony唱片簽約，并活動至1970年左右。乐队解散后，小杉理宇造前往美国纽约市的曼哈顿。

- 1973年，返回日本后，加入日音。以其流利的英语和聪颖的头脑在公司内崭露头角。

- 1975年，加盟RCA唱片（后被博德曼日本收购，再被日本索尼音樂娛樂兼并）。
  - 在這段時間里認識山下達郎，并與他在美國錄製唱片。同時還在這個時間負責桑名正博（日语：桑名正博）、近藤真彥的唱片製作，并得到強尼·喜多川的賞識。

- 1982年8月，從RCA唱片離職。
  - 在阿爾法唱片（日语：アルファレコード）創始人（時任總裁）村井邦彦（日语：村井邦彦）和梁瀬公司董事長梁瀬次郎（日语：梁瀬次郎）的支持下，開辦月亮唱片（日语：MOON RECORDS）。
  - 1990年成為華納音樂集團旗下子公司。后與母公司合併，成為MMG公司。
  - 1993年，公司改名為“東西日本”（イーストウエスト・ジャパン）。
  - 1995年，就任日本華納音樂公司董事長。
  - 2003年，日本華納音樂公司內部整合，月亮唱片成為旗下唱片廠牌。
  - 2002年，因健康問題卸任日本華納音樂公司董事長。

- 1998年4月，就任微笑公司代表董事兼總裁
  - 5月，就任微笑唱片總裁

- 2003年11月，就任傑尼斯娛樂代表董事兼總裁

- 2004年，投資瑞典音樂出版公司

- 2005年，擔任傑尼斯事務所與早稻田大學聯合製作的戲劇的製作人。

- 2006年，擔任Space Shower Networks（日语：スペースシャワーネットワーク）獨立董事（2008年卸任）。

- 2017年6月，辭任微笑公司代表董事兼總裁。

- 2019年5月31日，傑尼斯娛樂讓渡給J Storm。6月1日起，以唱片品牌「Johnny's Entertainment Record」續存，原所屬藝人轉至J Storm管理。

## 外部連接
- MusicMan網站＞小杉理宇造 個人資料 （页面存档备份，存于）（日語）